# Sterlet
De sterlet (Acipenser ruthenus) is een relatief kleine soort uit de familie van de steuren. Hij komt van nature voor in de grote rivieren die uitkomen in de Zwarte Zee (zoals de Donau), de Zee van Azov en de Kaspische Zee, evenals rivieren in Siberië (zoals de Wolga) zo ver naar het oosten als het stroomgebied van de Jenisej. Hij leeft voornamelijk in het zoete water van de meren en de rivieren maar wordt soms ook in brak water aangetroffen. In de paaitijd trekt de sterlet verder de rivieren op om te paaien.
In Nederland worden soms exemplaren aangetroffen die afkomstig zijn uit vijvers of aquaria.
Vanwege overbevissing, vervuiling en het afdammen van hun leefgebieden, is de sterlet in zijn oorspronkelijke verspreidingsgebied afgenomen en wordt hij door de IUCN beschouwd als bedreigd. Hiervoor zijn herintroductie projecten opgestart. Er zijn ook pogingen gedaan om de sterlet buiten het eigen verspreidingsgebied uit te zetten maar deze pogingen zijn over het algemeen niet zelfvoorzienend geworden.
De sterlet is een makkelijk te houden vis in vergelijking met de andere steuren. Ondanks dat de sterlet een echte overlever is, kan deze steur zich moeilijk voortplanten in Nederland in vergelijking met de Europese steur. Die hoort hier van oorsprong namelijk thuis en de sterlet niet. 

## Beschrijving

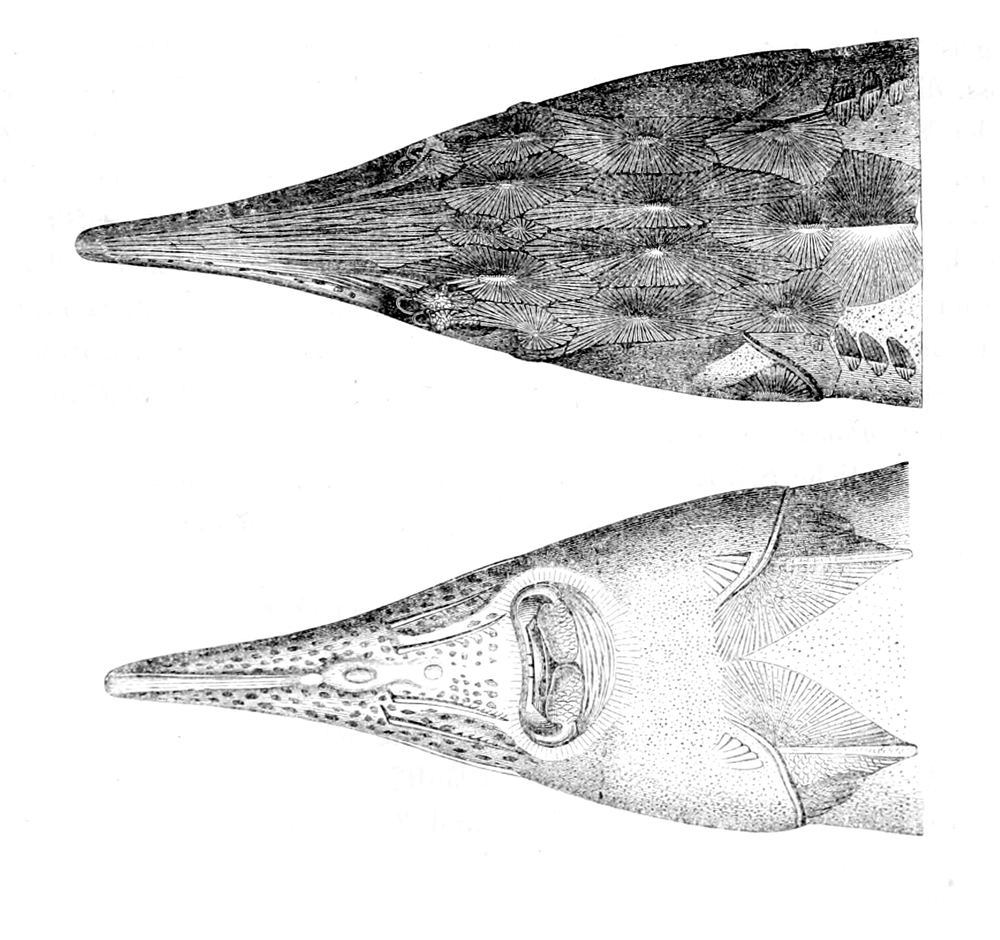
Boven en onderzijde van de kop

De sterlet kan een lengte bereiken van 125 cm en een gewicht van 16 kg. De snuit is lang en spits en heeft lange baarddraden met franjes. Op het lichaam bevinden zich vijf rijen beenplaten bestaande uit 12-17 platen op de rugzijde, meer dan 57 op de flanken en 10-19 op de buikzijde. Er bevinden zich geen beenplaten achter de rugvin en achter de anaalvin. De beenplaten op de flanken hebben een lichtere kleur dan het lichaam.
De belangrijkste voedselbron van de sterlet zijn benthische organismen zoals schaaldieren en aquatische wormen en insectenlarven. De sterlet bereikt gewoonlijk de leeftijd van 22 tot 25 jaar. Mannetjes bereiken seksuele volwassenheid bij een leeftijd van 3-7 jaar en vrouwtjes bij 4-12 jaar oud. Het paaien vindt plaats van half april tot begin juni. Vrouwtjes kunnen 15.000 tot 44.000 eieren leggen, bij watertemperaturen van bij voorkeur 12–17 °C

## Commercieel gebruik

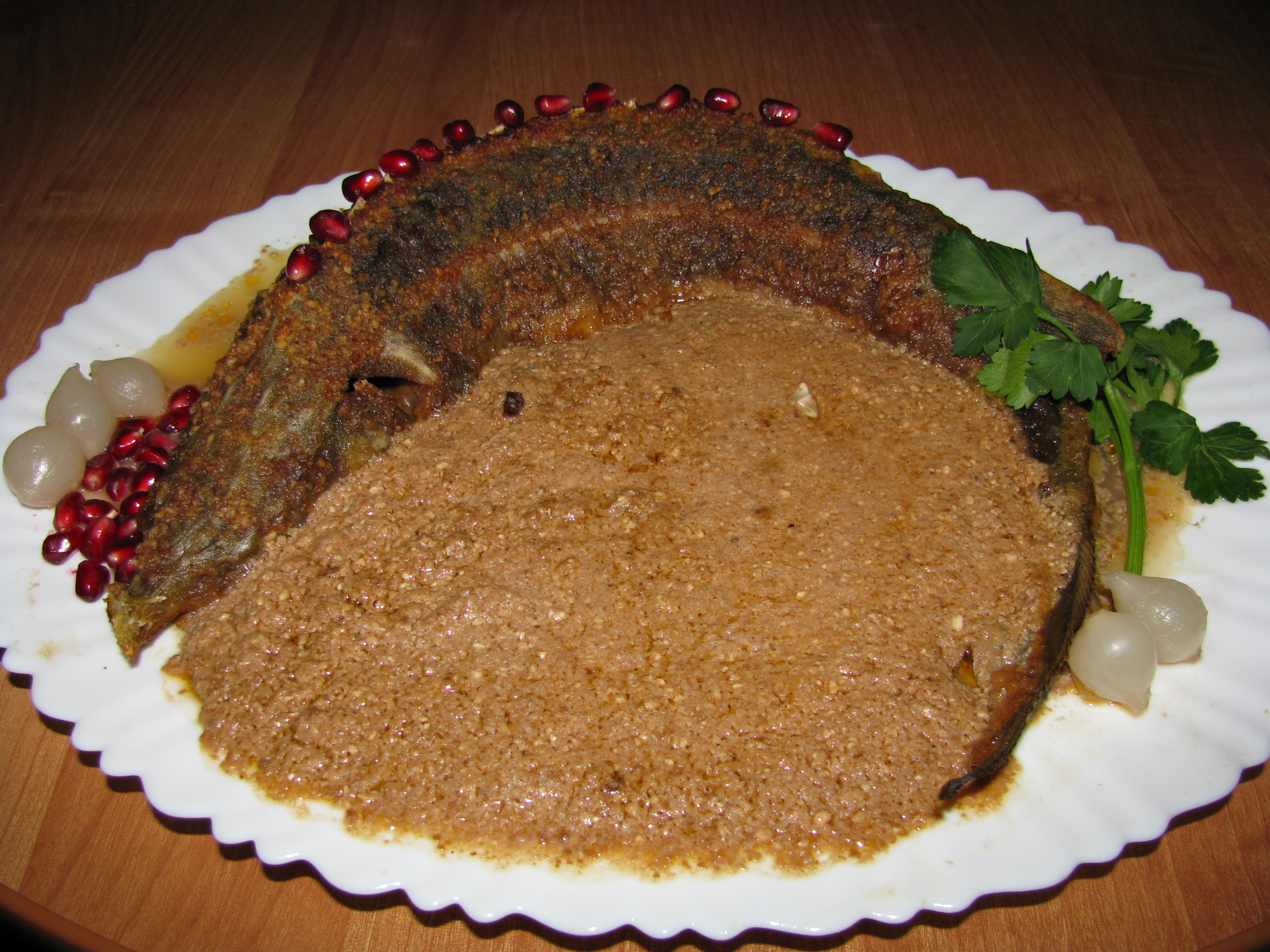
Sterlet met satsivi (Walnoot saus)

In Rusland wordt de soort hoog aangeschreven vanwege zijn uitstekende vlees en bijdragen aan de beste soorten kaviaar en vislijm. Tegenwoordig bestaat het grootste deel van de internationale handel in sterlets uit aquacultuur.

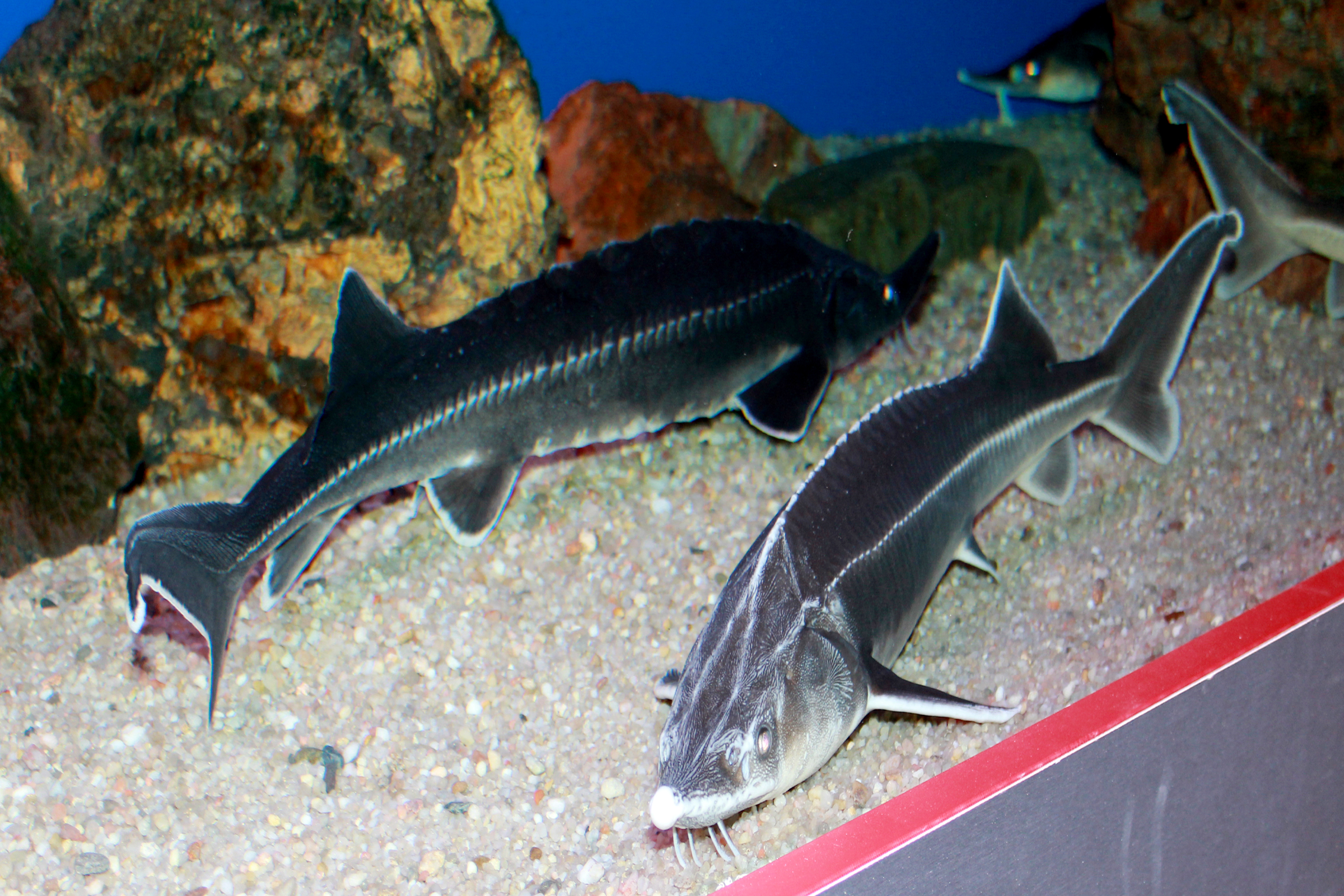
Sterlets op een tentoonstelling in Praag
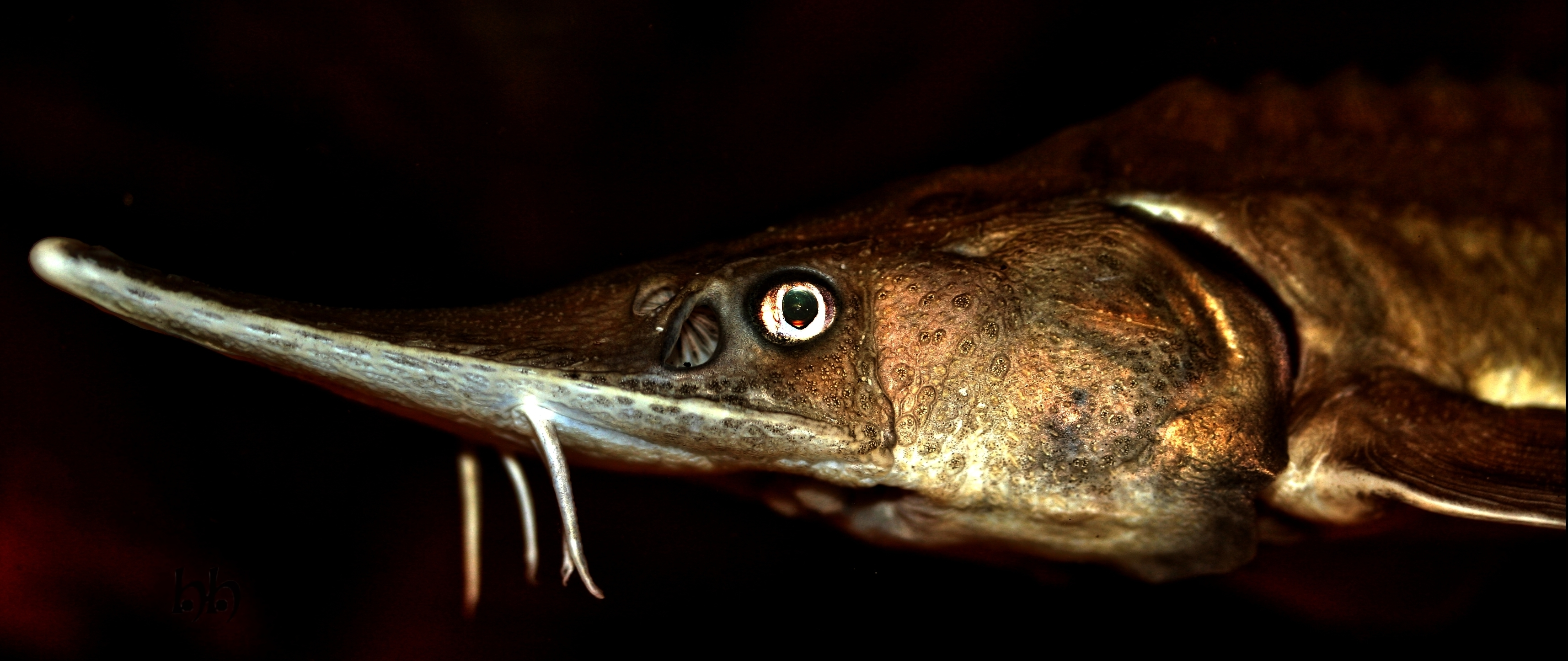
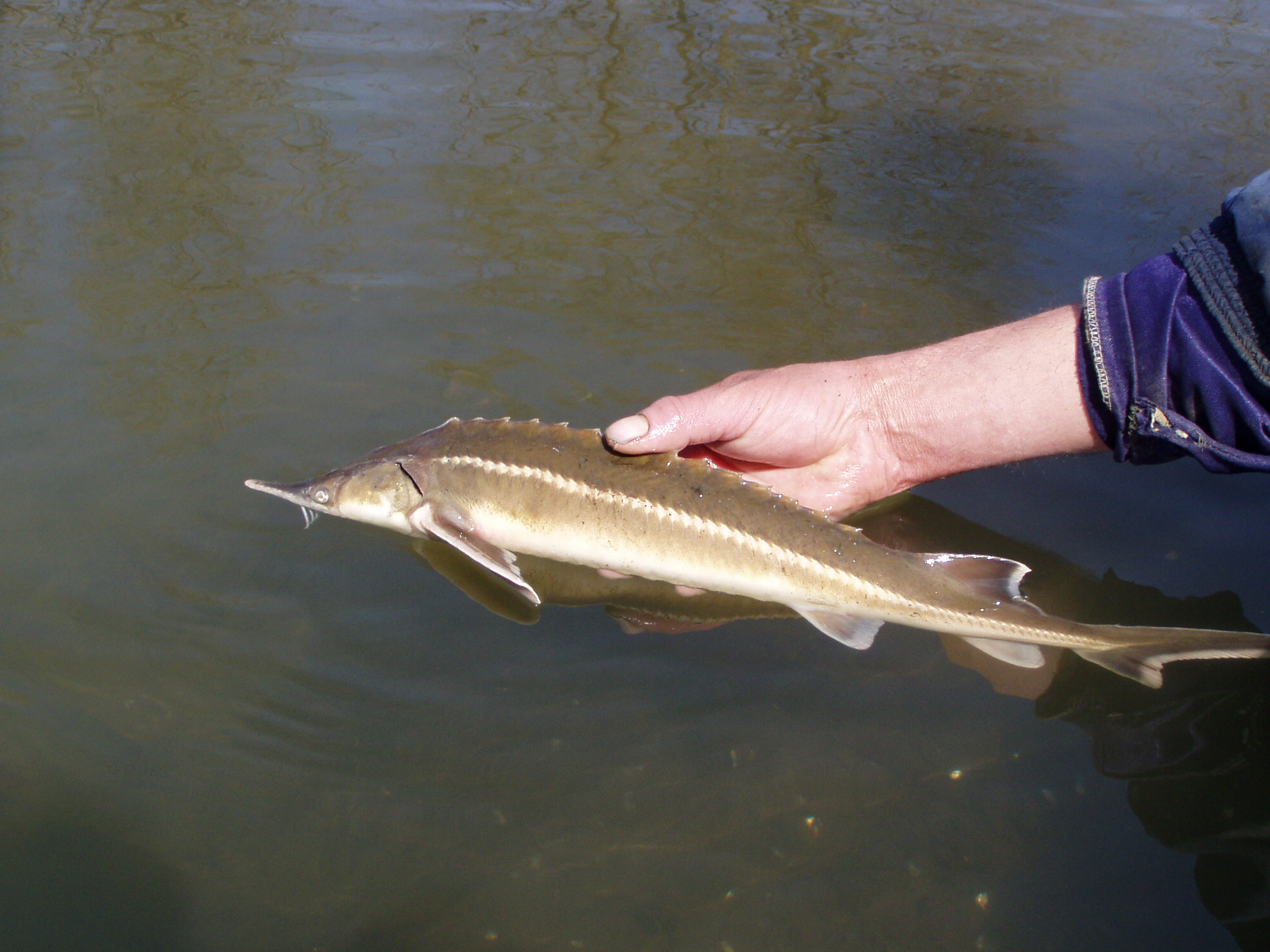
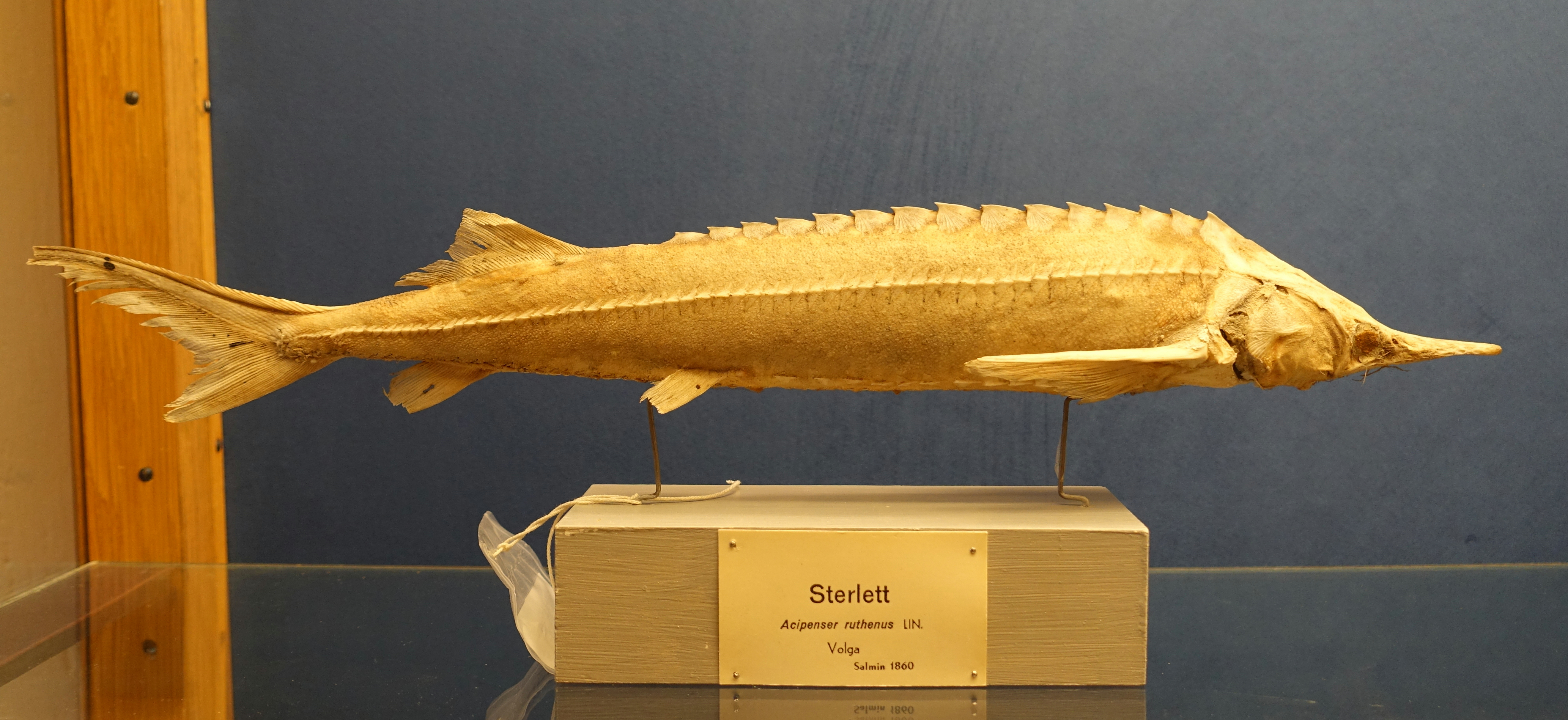
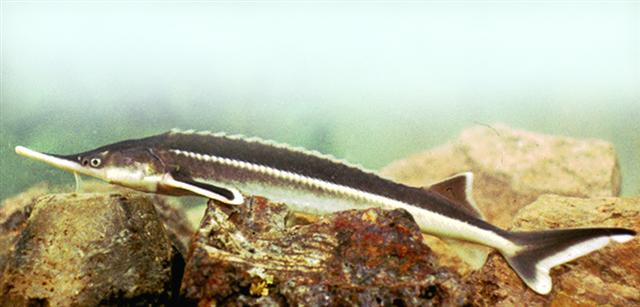

Afbeeldingen uit de Iconographia Zoologica (Universiteit van Amsterdam)
